# عمار مريجة
عمار مريجة هو لاعب جودو جزائري، ولد في 17 مارس 1976.

## إحصائيات
| البطولة                   | النتيجة       |
| ------------------------- | ------------- |
| بطولة أفريقيا للجودو 2008 | ميدالية ذهبية |
| بطولة أفريقيا للجودو 2005 | ميدالية ذهبية |
| بطولة أفريقيا للجودو 2004 | ميدالية ذهبية |